# 이교 (기독교)

이교(離敎, 라틴어: schisma, 영어: schism)는 주로 기독교에서 본래 하나였던 종교 단체의 분열 내지는 특정 종교 단체에서 고의적으로 이탈한 단체나 운동을 일컫는다.
종교적으로 이교는 이단과는 구별되는데, 왜냐하면 이단은 신앙이나 교리상의 차이로 분열한 것인 반면에 이교는 분파의 주창이나 분파 상태를 가리키는 것이기 때문이다. 그러나 이교로 갈라진 종교들이 서로를 이단으로 비판하는 경우가 종종 있다. 로마 가톨릭교회에서는 모든 이교가 이단까지 되는 경우가 없지만, 모든 이단은 이교에 해당된다고 보고 있다. 즉 이교는 친교의 이탈이라는 점에서 이단과 같으나, 그 이탈의 원인 면에서 볼 때, 이단은 신앙 이해의 차이인 반면, 이교는 교회 재치권에 대한 배척이라는 점에서 구별된다. 2000년 한국 천주교 주교회의 용어위원회는 가톨릭교회와 분열한 기독교 종파는 그냥 이교라 하고, 역사적 사건은 분열이나 분규 등으로 표현하기로 하였다.
기독교의 역사에서 이교라는 단어는 교회나 종교 공동체의 분열을 나타내는 용어로 가장 많이 사용되었다. 이러한 문맥에서 ‘이교도’(離敎徒)는 교회 안에서 이교를 만들거나 그를 위해 선동한 사람 내지는 분열된 종파의 일원을 일컫는 용어이다. ‘이교적’이라는 형용사는 이교로 여겨지는 이념과 활동을 의미하며, 이 단어가 적용되는 사람이나 단체는 참 기독교회에서 이탈했음을 의미한다. 이러한 용어들은 일반적으로 기독교 내의 분열 현상과 그로 인해 파생된 특정 분파 모두를 의미한다.
이교는 이단과 엄연히 서로 다른 것이다. 이단은 교회에서 기본적으로 믿고 가르치는 교리를 거부하는 것이고, 이교는 교회의 권위나 친교를 거부하는 것이다. 대표적인 사례로 서방 교회의 분열이나 2004년 콘스탄티노폴리스 총대주교 바르톨로메오스 1세와 아테네 대주교 크리스토둘로스 간의 친교가 깨진 사건 등에서 알 수 있듯이 꼭 교리상의 차이 때문에 이교로 분열하는 것이 아니다. 그러나 어떠한 이유에서든지 교회 공동체 안의 친교가 깨질 경우, 두 개의 교회 공동체로 분열하게 되며, 그러면 각 교회 공동체 구성원 중 일부라 할 지라도 상대방을 이단이라고 비난하는 경우가 있다.
로마 가톨릭교회의 교회법상 이교의 행위를 저지르는 자는 배교나 이단 행위를 저지른 자와 마찬가지로 자동 파문의 제재를 받게 된다. 이러한 처벌 조치는 교회의 일치를 회복시키기 위한 특단의 조치라고 할 수 있다. 가톨릭 신학에서는 공식적으로 이교도들을 교회 밖 사람들로 간주하며, 교회의 실체를 알고 있으면서도 고의적으로 분열의 죄를 저지른 것으로 이해하고 있다. 다만 정통 신앙을 지녔지만, 어린 시절부터 로마와 완전한 친교 상태에 있지 않은 단체에서 성장한 이들은 다르다. 이들은 교회의 일원이기는 하지만, 완전한 친교를 이루고 있지 않기에 불완전하다고 여겨진다. 이러한 미묘한 관점은 동방 기독교의 교회들, 특히 동방 정교회에 적용된다.
A.D. 325년 제1차 니케아 공의회는 이교와 이단을 분명하게 구분했다. 공의회는 아리우스파와 삼위일체를 거부한 이들을 이단으로 선언하며, 그들의 추종자들을 교회로부터 배제시켰다. 또한 알렉산드리아 총대주교 베드로 1세와 리코폴리스의 멜레티우스 주교 사이의 분열(이교)에 대해서는 신앙의 문제가 아니라 규율의 문제로 보았다.
에페소 공의회(A.D. 431)와 칼케돈 공의회(A.D. 451)에서 첨예한 대립 끝에 벌어진 분열 행위는 단순한 이교의 문제가 아니라 이단 문제로 간주되었다. 그리하여 동방 정교회와 오리엔트 정교회는 서로를 정통 신앙이 아닌 이단으로 취급하였다. 왜냐하면 동방 정교회가 받아들인 칼케돈 신앙 정식을 오리엔트 정교회 측이 거부했기 때문이다. 그러나 이러한 관점은 최근 양측 사이의 일치를 위한 교류와 토론 과정에서 이의가 제기되어, 칼케돈 공의회 문제를 이단 문제가 아니라 이교 문제로 보기로 합의하였다.
일반적으로 니케아 신경이라고 알려진 신앙 고백의 최종적으로 확정된 신앙 고백문은 ‘하나이고 거룩하고 보편되며 사도로부터 이어오는 교회’에 대한 믿음을 선언하고 있다. 니케아 신경을 받아들인 이들 중 일부는 신경 내용 그대로 모든 그리스도인이 하나의 교회 조직 안에 일치해야 한다고 주장하고 있으며, 또 다른 이들은 신경에서 고백하는 것은 하나의 가시적 교회가 아니라 기독교 세계, 즉 기독교 신앙을 가진 모든 공동체를 아우르는 것이라고 주장한다. 일부 기독교 종파는 스스로 하나이고 거룩하고 보편되며 사도로부터 이어오는 교회를 자처하고 있다. 가령 로마 가톨릭교회는 스스로 가톨릭교회를 자처하며 동방 정교회를 이교로 간주하고 있으며, 동방 정교회 또한 자신들이야말로 보편 교회라고 주장하면서 로마 가톨릭교회를 이교로 간주하고 있다. 일부 개신교에서는 자신들이야말로 하나이고 거룩하고 보편되며 사도로부터 이어오는 교회라고 주장하며, 로마 가톨릭교회와 동방 정교회는 오류에 빠져 있다고 주장한다(대배교설 참조). 또한 어떤 이들은 지구상의 모든 기독교 교파의 통합을 기대하고 있지 않다.

## 같이 보기
- 분리독립